# Paʻanga
Le paʻanga (en tongien : paʻanga ; code ISO 4217 : TOP) est la monnaie du royaume des Tonga. Elle est contrôlée par la Banque de réserve nationale des Tonga (National Reserve Bank of Tonga (en anglais) ou Pangikē Pule Fakafonua ʻo Tonga) qui se trouve à Nuku’alofa.
Le paʻanga n’est pas convertible, mais il est indexé sur plusieurs monnaies comprenant notamment le dollar australien, le dollar néo-zélandais, le dollar US, et le yen japonais.
Un paʻanga équivaut à 100 seniti, et son abréviation habituelle est T$ (¢ pour seniti).
Aux Tonga, le paʻanga fait souvent référence à l’unité monétaire et le seniti à sa subdivision. Pourtant, il existe une autre unité multiple, le hau (1 hau = 100 paʻanga), mais cette unité n’est pas souvent utilisée dans la vie courante et se retrouve uniquement sur les pièces commémoratives et sur les plus grosses coupures.

## Pièces

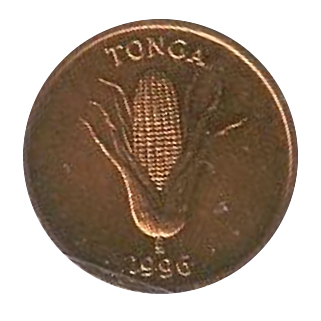
Pièce de 1 seniti (revers)

| Valeur     | Diamètre                                            | Composition | Avers                                                 | Revers                                                                                           | Notes                                                              |
| ---------- | --------------------------------------------------- | ----------- | ----------------------------------------------------- | ------------------------------------------------------------------------------------------------ | ------------------------------------------------------------------ |
| 1 seniti   | 18 mm                                               | bronze      | TONGA, ANNÉE, maïs                                    | FAKALAHI MEʻAKAI, 1 SENITI, vanille                                                              |                                                                    |
| 2 seniti   | 21 mm                                               | bronze      | TONGA, 2 SENITI, talo                                 | PLANNED FAMILIES . FOOD FOR ALL, ANNÉE, 6 personnes se tiennent les mains en formant un hexagone |                                                                    |
| 5 seniti   | 19 mm                                               | cupronickel | TONGA, ANNÉE, une poule et quatre poussins            | FAKALAHI MEʻAKAI, 5 SENITI, noix de coco                                                         |                                                                    |
| 10 seniti  | 24 mm                                               | cupronickel | F.A.O, TONGA ANNÉE, roi                               | FAKALAHI MEʻAKAI, 10 SENITI, bananes                                                             | Une vache à la place des bananes avant 1980.                       |
| 20 seniti  | 29 mm                                               | cupronickel | F.A.O, TONGA ANNÉE, roi                               | FAKALAHI MEʻAKAI, 20 SENITI, ignames                                                             | Des abeilles autour d’une ruche à la place de l’igname avant 1980. |
| 50 seniti  | 32-33 mm                                            | cupronickel | F.A.O, TONGA ANNÉE, roi                               | FAKALAHI MEʻAKAI, 50 SENITI, tomates                                                             | Des poissons autour d'un vortex à la place des tomates avant 1980. |
| 1 paʻanga  | 47 sur 31 mm pièce rectangulaire aux coins arrondis | cupronickel | Roi de Tonga, Diamond Birthday, 1918-1978, TONGA 1978 | F.A.O. PAANGA à droite et à gauche                                                               | cocotiers au centre                                                |
| 2 paʻangas | 44,5 mm                                             | cupronickel | Couronnement de Taufa'ahau Toupou IV                  | TWO PA'ANGA et armoiries                                                                         | Série limitée à 10 000 pièces, 1967.                               |

## Billets
Les coupures des billets sont de 1, 2, 5, 10, 20 et 50 paʻanga. Le dernier billet (50 paʻanga) a été introduit vers 1990.
|  |  |
|  |  |
|  |  |
|  |  |

## Taux de change
Le 20 juillet 2006 le taux de change était le suivant[réf. nécessaire] :
- 1 USD = 2,05761 TOP
- 1 EUR = 2,59777 TOP
- 1 AUD = 1,54379 TOP
- 1 TOP = 56,7032 JPY